# Хантей
Ханте́й — визначення переможця в дзюдо рішенням суддів, в разі, якщо в основний та додатковий (Голден Скор) час не було оцінок або оцінки рівні.

## Визначення переможця за хантеєм
Коли на табло немає оцінок або оцінки рівні, рефері повинен оголосити Хантей.
Правильне рішення базуватиметься на наступних критеріях:
- КІНЗА (менше ніж юко) в стійці (тачі-ваза) і партері (те-ваза).
- АТАКИ (які реально виводять Уке з рівноваги) в стійці і партері.
- АКТИВНІСТЬ (позитивна) в стійці і партері.
- ПОЗИТИВНЕ ДЗЮДО в стійці і партері.

### Кінза
- - Тачі-ваза (Стійка): Кидок, який не відповідає критеріям Юко, наприклад Уке приземляється на живіт, на одне або два коліна, на руки і коліна, на стегно або сідниці.
  - Не-ваза (Партер): Оголошене утримання в проміжку 1 — 14 секунд, больові або задушливі коли Уке звільнився в останній момент.

Перемагає, той, у кого більше Кінз.

### Атаки
- - Тачі-ваза: Атаки, які реально вивели Уке з рівноваги і де Уке насилу уникнув падіння.
  - Не-ваза: Очевидні приготування до проведення утримання, больового або задушливого, особливо успішні техніки перевороту. Перемагає, той, у кого більше атак.

### АКТИВНІСТЬ (позитивна)
- - Тачі-ваза: Реальні атаки, які не виводять Уке з рівноваги.
  - Не-ваза: Серйозні спроби проведення технік перевороту та інших атак, які не увінчалися успіхом Перемагає, той у кого більше позитивних атак.
    - Примітка: Так само може бути негативна активність, наприклад коли Уке падає на обидва коліна і Торі після цього починає тягнути (смикати) Уке по татамі, щоб показати активність. Такий вид активності дуже негативний і повинен бути зупинений командою Мате, якомога швидше.

### ПОЗИТИВНЕ ДЗЮДО
- - Тачі-ваза: Бути активним у спробах взяти хороший захват, показувати хорошу стійку і стиль.
  - Не-ваза: Бути активним в атакуючому дзюдо, без зупинок і очікувань коли рефері дасть команду мате.

Перемагає учасник, що перевершує противника.